# 昭和電工事件

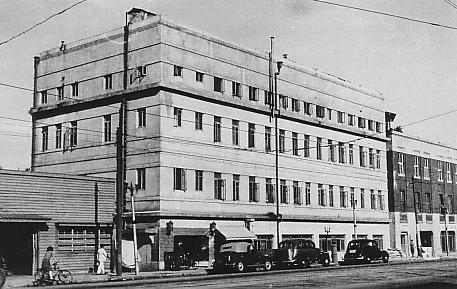
事件の舞台となった当時の昭和電工本社

昭和電工事件（しょうわでんこうじけん）は、終戦後間もない1948年（昭和23年）におきた贈収賄汚職事件。昭電事件、昭電汚職（しょうでんおしょく）、昭電疑獄（しょうでんぎごく）とも呼ばれる。

## 事件のあらまし

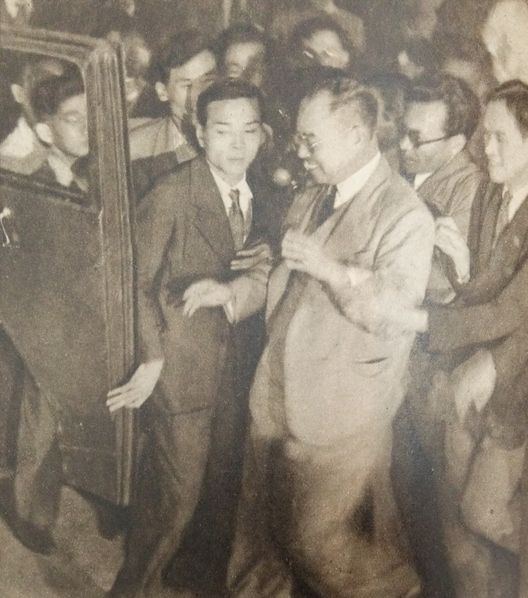
検察庁へ引致される栗栖赳夫（中央手前の眼鏡の人物）

復興資金として復興金融金庫からの融資を得るために、大手化学工業会社・昭和電工の日野原節三社長が行った政府高官や政府金融機関幹部に対する贈収賄事件。1948年（昭和23年）6月に発覚したが、収賄側としてGHQの下で日本の民主化を進める民政局（GS）のチャールズ・ケーディス大佐ら高官の名前が取り沙汰され、ケーディスは失脚。裏にGSのライバルで反共工作を行っていたGHQ参謀第2部（G2）のチャールズ・ウィロビー少将と右翼の三浦義一の暗躍があった。
疑惑に先に手を付けたのは警察であった。当時、警視庁捜査2課長で後に警視総監を務めることになる秦野章らは、内偵を進めていくうちに政界がらみの大きな汚職事件になると確信し、政府がつぶれるという危機感すら抱いたが、それでも捜査を進めた。捜査の過程ではGHQ職員らも金を受け取っていたことが発覚。政財界だけなく、GHQも関わる三つ巴の構造汚職であることを掴む。このためこれを察知したGHQは圧力をかけ、捜査から警察を締め出し、GHQのいうがままに動く検察主導で行わせるよう工作した。警察は情報を漏らすというのがその理由であった。そこで秦野は一策を講じ、クリスチャン・サイエンス・モニターの記者であったゴードン・ウォーカーを呼び、GHQ関係者の名前がずらりと並んだ汚職容疑者リストをすべて渡した。ゴードン・ウォーカーはさっそくGHQを訪れ「GHQは、日本の警察の邪魔をするのか」といい、そのリストを見せた。直後からGHQの警察への干渉はぴたりと止まった。しかし、その後ゴードン・ウォーカーは突然朝鮮半島へ転任になった。また秦野と藤田刑事部長の2人は突如、転任となり、その後捜査は警察から検察へ移ることになる。検察の捜査ではGHQへの疑惑は全く出なかった。
大蔵官僚・福田赳夫（後の首相）や野党・民主自由党の重鎮・大野伴睦（後の自由民主党副総裁）の逮捕に始まり、やがて政府高官や閣僚の逮捕にまで及んだ。栗栖赳夫経済安定本部総務長官、西尾末広前副総理が検挙され芦田内閣は総辞職をもって崩壊し、民主自由党の吉田内閣の成立をもたらした。その後、前首相であった芦田均自身も逮捕されたが、裁判では栗栖以外の政治家は無罪となった。

## 事件の経緯
- 1948年（昭和23年）
  - 4月27日‥衆議院で昭和電工の復金融資を巡る贈収賄が問題化。肥料工場拡充のため23億円余の復金融資を受けた際に日野原節三社長が政・官・財界に膨大な運動費をばらまいた。
  - 6月23日‥日野原社長、商工省課長等への収賄容疑で逮捕[6]。
  - 9月10日  前農林次官、安田銀行常務を逮捕[7]。
  - 9月13日‥福田赳夫大蔵省主計局長を10万円の収賄容疑で逮捕。
  - 9月18日‥大野伴睦民自党顧問、20万円の収賄容疑で逮捕。
  - 9月30日‥栗栖赳夫経済安定本部総務長官、30万円と他の収賄容疑で逮捕。
  - 10月6日‥西尾末広前副総理（社会党書記長）を100万円の収賄容疑で逮捕。
  - 10月7日‥芦田内閣総辞職
  - 12月6日‥衆議院本会議で芦田、北浦圭太郎、川橋豊治郎の3氏に対する逮捕請求、20票の差で許諾。
  - 12月7日‥芦田ら3人が東京拘置所（小菅）に収監[8]
- 1962年（昭和37年）4月13日‥最高裁で日野原元社長に懲役1年執行猶予5年の確定判決、同年11月に栗栖の懲役8ヶ月執行猶予1年追徴金150万円が確定。他の重要被告はほぼ無罪となる[9]。

## 捜査取調結果
経済安定本部・栗栖赳夫総務長官、昭和電工・日野原節三社長ら15名の、復興金融金庫、日本興業銀行からの昭和電工融資にからむ贈収賄
1. 日野原社長の贈賄と受領側の収賄
  - 重政誠之（元農林次官、日本肥料理事長）170万円、株券100万
  - 栗栖赳夫（国務相、経済安定本部総務長官）45万円
  - 二宮善基（復興金融金庫理事、日本興業銀行副総裁）125万円、家屋修理17万1000円、洋服2着3万2000円
  - 津田信英（商工技官）4万円、洋服4着等計8万3000余円
  - 丸山二郎（安田銀行常務）10万円、掛軸4本32万5000円
  - 福田赳夫（大蔵省主計局長）10万円
  - 野見山勉（商工省化学局化学肥料部化学肥料第一課長）6万円
  - 横山彰（安田銀行本店融資第一課長）6万円
2. 藤井孝常務の贈賄と受領側の収賄
  - 横山彰（上記）3万円
  - 建部勝（安田銀行融資部長）3万円
  - 樋口俊二（三和銀行銀座支店次長）2万円
  - 橋本晴之助（三和銀行銀座支店長代理）1万5000円
  - 横田昇（三和銀行銀座支店長）4万円

## GHQ陰謀説
この事件をGHQ参謀第2部が民主化を進めようとする民政局のメンバーを排除するとともに、保守派内閣の成立を図った陰謀とする説が有力である。